# Aplomya meigenii
Aplomya meigenii är en tvåvingeart som först beskrevs av Robineau-desvoidy 1863.  Aplomya meigenii ingår i släktet Aplomya och familjen parasitflugor.
Artens utbredningsområde är Frankrike. Inga underarter finns listade i Catalogue of Life.